# Região Geográfica Imediata de São Lourenço
A Região Geográfica Imediata de São Lourenço é uma das cinco regiões imediatas da Região Geográfica Intermediária de Pouso Alegre do estado brasileiro de Minas Gerais criadas pelo Instituto Brasileiro de Geografia e Estatística (IBGE) em 2017. É composta por 16 municípios.
São Lourenço é o município mais populoso da região imediata, com 46.539 habitantes, de acordo com estimativas de 2021 do Instituto Brasileiro de Geografia e Estatística (IBGE).

## Municípios
| Município                  | População   | Área (km²)  |
| -------------------------- | ----------- | ----------- |
| Alagoa                     | 2.756 hab.  | 161,555 km² |
| Carmo de Minas             | 13.752 hab. | 323,321 km² |
| Conceição do Rio Verde     | 12.950 hab. | 370,040 km² |
| Cristina                   | 10.242 hab. | 311,330 km² |
| Dom Viçoso                 | 2.994 hab.  | 113,178 km² |
| Itamonte                   | 14.276 hab. | 430,597 km² |
| Itanhandu                  | 14.183 hab. | 143,938 km² |
| Jesuânia                   | 4.768 hab.  | 153,296 km² |
| Lambari                    | 20.995 hab. | 213,139 km² |
| Olímpio Noronha            | 2.533 hab.  | 53,930 km²  |
| Passa Quatro               | 16.344 hab. | 277,221 km² |
| Pouso Alto                 | 7.123 hab.  | 263,034 km² |
| São Lourenço               | 46.539 hab. | 58,019 km²  |
| São Sebastião do Rio Verde | 2.250 hab.  | 91,893 km²  |
| Soledade de Minas          | 6.189 hab.  | 196,866 km² |
| Virgínia                   | 8.867 hab.  | 326,418 km² |